# Lesley Baker
Lesley Baker es una actriz y comediante australiana, más conocida por haber interpretado a Angie Rebecchi en la serie Neighbours.

## Biografía
Lesley tiene un hijo con retraso psicomotor debido a un daño cerebral al nacer.

## Carrera
En 1969 apareció por primera vez en la serie Homicide donde interpretó dos personajes diferentes Gloria Slater en "Triple Play" y Sadie Thompson durante el episodio "An Unwelcome Guest", en 1974 apareció nuevamente ahora interpretando a tres personajes diferentes: la hermana Catherine en "The Crossing", April Brown durante "The Artful Dodger" y finalmente a Jocelyn en "Brotherhood of Man", un año después dio vida a la señora Morton en el episodio "Short Cut" y su última aparición fue en 1976 donde interpretó a Nora Jenkins en "The Whole of the Law".
En 1970 interpretó a la oficial Brenda Davis en un episodio de la serie The Long Arm, ese mismo año apareció nuevamente en la serie ahora interpretando a una enfermera durante el episodio "The Big Circle".
Ese mismo año apareció en la serie Division 4 donde interpretó a Junie Mullins en el episodio "Fizz", a Thelma Shaw en el episodio "Mad Monaghan" y a Annie Kerr en "Drop Out", cuatro años más tarde apareció en la serie nuevamente en la serie ahora interpretando a Marcie White en el episodio "Backlash" y a Cassandra en "Parable", un año después dio vida a Yvonne en el episodio "Time Payment" y finalmente su última aparición fue en 1976 donde dio vida a Kay en el episodio "Friends, 'Who Needs 'Em?'". 
En 1976 hizo su última aparición en la serie Matlock Police donde interpretó a Eileen Simoson en "Come to Mother" y a Molly en "No Problems", anteriormente había aparecido en la serie en 1975 donde había interpretado a Dolly Robinson en "Cuckoo and Peaches", a Daphne en "Where the Trees Walk Down the Hill" y a Marion Woods en "Walk Like a Man", en 1973 interpretó a Babs Taylor en "Squaring Off" y en 1971 a Judy Elliot en "Smoke Screen", a Val Wilson en "Escape to Nowhere" y finalmente a Sue durante el episodio "Tightrope".
En 1979 se unió al elenco recurrente de la serie Prisoner donde interpretó a Monica "Monnie" Ferguson, una mujer encarcelada por robo que fue puesta en libertad luego de cumplir con su sentencia, más tarde apareció nuevamente en la serie donde interpretó a Belle "Tinker" Peters durante tres episodios en 1983.
En 1980 apareció como invitada en la serie Water Under the Bridge donde interpretó a la enfermera Vickers.
En diciembre del mismo año apareció en la serie Skyways donde vida a Gladys Skinner, una madre de Danny, un joven de 25 años que tiene una discapacidad y que se reconecta con el padre James O'Neill el hombre que cree es el padre de Danny.
En 1988 apareció como invitada en la serie The Flying Doctors donde interpretó a Lucy Somers, su primera aparición en la serie había sido en 1986 donde interpretó ala señora Jackson durante el episodio "Sins of the Father".
El 8 de febrero de 1995 se unió al elenco regular de la popular serie australiana Neighbours donde interpretó a Angela "Angie" Rebecchi, la madre de Shane, Stonefish y Toadfish Rebecchi hasta 1996. Lesley regresó a la serie en el 2002 para asistir a la boda de su hijo Toadie con Dee Bliss, regresó en julio del 2005, en el 2006 y en el 2008. Lesley regresó el 12 de febrero del 2013 luego de visitar Erinsborough para conocer a su nueva nieta Nell Rebecchi. y su última aparición fue el 19 de marzo del mismo año para asistir a la boda de Toadie con Sonya Mitchell. El 19 de abril del 2017 apareció nuevamente para visitar a su hijo Toadie después de escuchar que tenía problemas en su matrimonio.
Entre el 2001 y el 2004 interpretó a Irene Wilkes en dos episodio de la serie policíaca Blue Heelers, anteriormente había aparecido en la serie en 1997 donde interpretó a la abuela Kenny en el episodio "The Civil Dead" y en 1994 interpretó dos personajes: a la señora Flynn en "Face Value" y a Sheila O'Shaughnessy durante el episodio "Why Give People Rights? They Only Abuse Them".

## Filmografía

### Series de televisión
| Año                                          | Serie                       | Personaje         | Notas                                                         |
| -------------------------------------------- | --------------------------- | ----------------- | ------------------------------------------------------------- |
| 2017                                         | Neighbours: Summer Stories  | Angie Rebecchi    | 2 episodios                                                   |
| 1995-1996, 2002-2006, 2008, 2013, 2015, 2017 | Neighbours                  | Angie Rebecchi    | 113 episodios                                                 |
| 2008, 2009                                   | City Homicide               | Miriam Toffler    | 2 episodios                                                   |
| 2009                                         | The Librarians              | Nana de Christine | episodio "Romeos and Juliets"                                 |
| 2001, 2004                                   | Blue Heelers                | Irene Wilkes      | 2 episodios                                                   |
| 2001                                         | Shock Jock                  | Rita              | 3 episodios                                                   |
| 2000                                         | SeaChange                   | Mrs. Chatham      | episodio "Pipeline"                                           |
| 1999                                         | Stingers                    | Maggie Robardi    | episodio "Just Acting"                                        |
| 1998                                         | Good Guys Bad Guys          | Mrs. Pinner       | episodio "Naughty Bits"                                       |
| 1992                                         | Bony                        | Mujer             | episodio "Looks Can Kill"                                     |
| 1988, 1989                                   | The Flying Doctors          | Lucy Somers       | 3 episodios                                                   |
| 1984                                         | Special Squad               | Mucama            | episodio "Counterfeit Lady"                                   |
| 1983                                         | Carson's Law                | Enfermera         | episodio "Fallen Into Darkness"                               |
| 1980                                         | Water Under the Bridge      | Enfermera Vickers | 3 episodios                                                   |
| 1980                                         | Skyways                     | Gladys Skinner    | episodio "Donny's Father … Gladys Skinner"                    |
| 1979                                         | Prisoner                    | Monica Ferguson   | 36 episodios                                                  |
| 1977                                         | Bluey                       | Leslie Stevens    | episodio "Emma"                                               |
| 1976                                         | Alvin Purple                | Myrtle            | episodio "Ciao Alvin"                                         |
| 1976                                         | Solo One                    | Mrs. Pickett      | episodio "My Bonnie"                                          |
| 1976                                         | Matlock Police              | Eileen Simpson    | episodio "Come to Mother"                                     |
| 1975                                         | The Last of the Australians | Mrs. Ferguson     | episodio "Ashes to Ashes"                                     |
| 1977                                         | Bluey                       | Leslie Stevens    | episodio "Emma"                                               |
| 1974                                         | Division 4                  | Marcie White      | episodio "Backlash"                                           |
| 1974                                         | Bluey                       | April Brown       | episodio "The Artful Dodger"                                  |
| 1974                                         | Rush                        | -                 | episodio "They Faced All the Dangers, Those Bold Bushrangers" |
| 1970                                         | The Long Arm                | Brenda Davis      | episodio "The Christmas Break"                                |
| 1967                                         | Bellbird                    | Cheryl Turner     | -                                                             |

### Películas
| Año  | Título             | Personaje | Notas |
| ---- | ------------------ | --------- | --- |
| 2009 | Inanimate Objects  | Jenny     | junto a Anne Phelan, Josephine Croft, Jim Daly y Daniel Fletcher                                          |
| 2008 | Tea and Physics    | Abuela    | corto - junto a Fabian Lapham, Brett Swain, Jeremy Kewley y Anthony Sharpe                                |
| 1995 | Angel Baby         | Rose      | junto a John Lynch, Jacqueline McKenzie, Colin Friels, Deborra-Lee Furness y Robyn Nevin                  |
| 1993 | Body Melt          | Mack      | junto a Gerard Kennedy, Andrew Daddo, Ian Smith, Matthew Newton, Ben Geurens y Brett Climo                |
| 1992 | Spotswood          | Gwen      | junto a Anthony Hopkins, Ben Mendelsohn, Toni Collette, Russell Crowe, Angela Punch McGregor y Dan Wyllie |
| 1987 | Slate, Wyn & Me    | Molly     | junto a Sigrid Thornton, Simon Burke, Martin Sacks y Tommy Lewis                                          |
| 1981 | I Can Jump Puddles | Matron    | junto a Lewis Fitz-Gerald, Tony Barry, Julie Hamilton, Debra Lawrance y Christine Amor                    |

### Presentadora
| Año  | Programa                         | Notas        |
| ---- | -------------------------------- | ------------ |
| 1974 | The Incredible Lesley Baker Show | presentadora |

### Apariciones
| Año         | Programa             |
| ----------- | -------------------- |
| 1973        | Paul Hogan           |
| 1971 - 1972 | In Melbourne Tonight |

### Teatro
| Año        | Obra                                             | Personaje | Director (a)      | Teatro                | Notas                                                |
| ---------- | ------------------------------------------------ | --------- | ----------------- | --------------------- | ---------------------------------------------------- |
| 1971       | Caroline                                         | -         | Jon Ewing         | St Martins Theatre    | junto a Rod Anderson, Ian Smith y Bryon Williams     |
| 1970       | Promises, Promises                               | -         | Fred Hebert       | Theatre Royal         | junto a Bruce Barry y Nancye Hayes                   |
| 1966, 1967 | Funny Girl                                       | -         | Fred Hebert       | Her Majesty's Theatre | junto a Bruce Barry, Cathie Elliott y Dennis O'Keefe |
| 1963       | How to Succeed in Business Without Really Trying | -         | Freddie Carpenter | Her Majesty's Theatre | junto a Keith Eden, Nancye Hayes y Betty McGuire     |
| 1963       | Where Do We Go From Here??                       | -         | -                 | St Martins Theatre    | junto a Brian Crossley, Phil Lanham y David Spurling |